# ادو

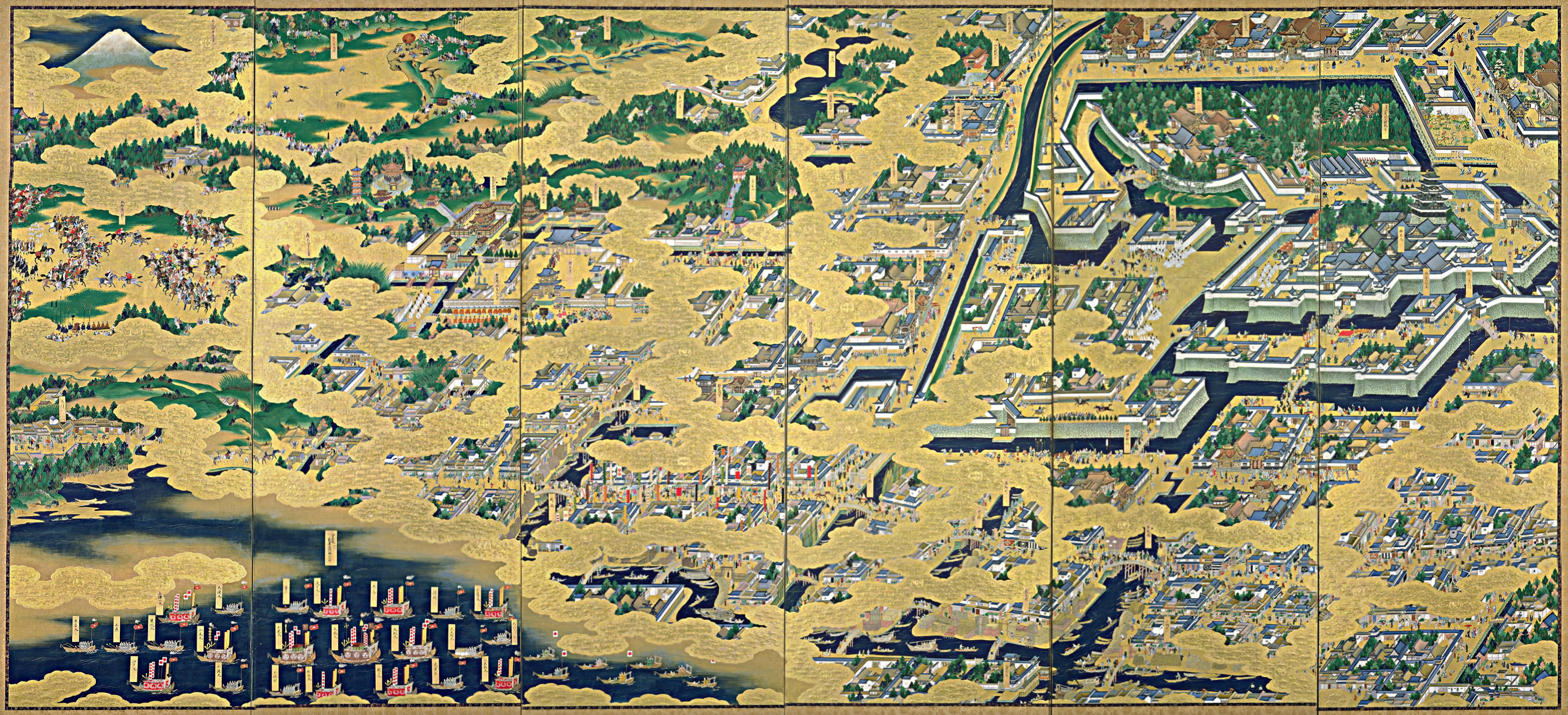
نقشه ادو

ادو (به ژاپنی: 江戸 Edo) نام قدیم توکیو پایتخت ژاپن است. از سال ۱۶۰۳ تا ۱۸۶۸ میلادی مرکز سیاسی دولت ادوباکوفو در ژاپن بود. این شهر در طول دوره ادو به عنوان یک پایتخت اداری توسعه پیدا کرد. قلعه ادو محل اقامت توکوگاوا ایه‌یاسو بنیان‌گذار دولت ادوباکوفو بود. در دوره ادو جلسات دولت در ادو برگزار می‌شد اما در دوران باکوماتسو یا دورهٔ پایانی ادو مرکز سیاسی ژاپن به کیوتو منتقل شد. پانزدهمین شوگون دورهٔ ادو در کیوتو زندگی می‌کرد و حتی یک بار هم در ادو اقامت نداشته است. ادو در سال ۱۸۶۸میلادی توسط امپراتور میجی به توکیو تغییر نام داده‌شد. در همان سال نام قلعه ادو نیز به قلعه توکیو تغییر نام داده و از آن پس به عنوان محل اقامت امپراتوران ژاپن یا کوکیو (به ژاپنی: 皇居 kōkyo) انتخاب شد.

## جغرافیا و ساختار فضایی
ادو شهری قلعه‌ای بود که سایر مناطق‌اش در اطراف قلعه گسترش یافته بودند. محدودهٔ زمین‌های اطراف قلعه که به عنوان یامانوته شناخته می‌شد، برای عمارت‌های دایمیوها در نظر گرفته شده بود که طبق سیستم سانکین کوتای می‌بایست نصف سال را در ادو می‌گذراندند. گروه وسیعی از سامورایی‌ها از ادو دفاع می‌کردند. در مقابل، شهرهای کیوتو و اوزاکا دایمیو یا جمعیت سامورایی قابل ذکری نداشتند. مشخصهٔ کیوتو بارگاه امپراتور، اشراف دیوانی، زیارتگاه‌های بودایی، و تاریخ‌اش بود. اوزاکا مرکز تجاری کشور بود که در آن، غلبه با چونین یا طبقهٔ تجار بود. زمین‌های دورتر از مرکز (در لایهٔ بعد از محل استقرار دایمیوها و سامورایی‌ها) قلمروی چونین یا مردم شهری بود. ناحیه‌ای که به شیتاماچی یا مرکز شهر معروف بود و در سمت شمال شرق قلعه قرار داشت، مرکز فرهنگی شهر بود. معبد بودایی قدیمی سنسوجی هنوز در منطقهٔ آساکوسا قرار دارد و محل مرکز قدیمی شیتاماچی را مشخص کرده است. رودخانهٔ سومیدا که آن موقع به رودخانهٔ بزرگ یا اوکاوا (Ōkawa) معروف بود، از کنارهٔ شرقی شهر عبور می‌کند، انبار ذخیرهٔ برنج ادارهٔ شوگونی، سایر ادارات دولتی، و معروف‌ترین رستوران‌های شهر در این منطقه قرار گرفته بودند.
پُل ژاپن یا نیهون‌باشی مشخصهٔ مرکز تجاری شهر است و به کورامائه (Kuramae) هم معروف است که معنای‌اش «جایی مقابل انبارها» ست. ماهیگیران، صنعتگران، و خُرده‌فروشان در اینجا فعالیت می‌کردند. کشتی‌رانان با رفت-و-آمد به اوزاکا و دیگر شهرها، کالاها را به ادو می‌آوردند یا از مسیرهای دریایی به کرجی‌های رودخانه‌ای یا مسیرهای خشکی می‌رساندند. این منطقه به عنوان مرکز تجاری و مالی توکیو باقی‌مانده است.
بخش شمال شرقی شهر در کیهان‌شناسی سنتی، به عنوان ناحیه‌ای خطرناک در نظر گرفته شده و توسط برخی معابد از آسیب و شر شیطان دور نگه داشته می‌شد. بیرون از این محدوده منطقهٔ اتا یا مطرودان قرار داشت، کسانی که کارهای «کثیف» انجام می‌دادند و از بخش اصلی شهر جدا شده بودند. مسیری خاکی که به فاصله‌ای کوتاه در شمال منطقهٔ اتا واقع شده بود، غرب شهر را از ساحل رودخانه در امتداد لبهٔ شمالی شهر، به منطقهٔ یوشیوارا که محلهٔ روسپیان بود، متصل می‌کرد. این منطقه که قبلاً داخل شهر و در کنار منطقهٔ آساکوسا قرار داشت، بعد از آتش‌سوزی بزرگ‌سال ۱۶۵۷، مجدداً در مکانی دورتر ساخته شد.

## نرخ بالای سواد در ادو
نرخ سواد در بین مردان بالغ ادو در دوره باکوماتسو (بین سال‌های ۱۸۵۳ و ۱۸۶۷ میلادی) حدود ۷۰ درصد تخمین زده می‌شود که نسبت به نرخ سواد در زمان مشابه در سطح جهانی و به‌طور مثال در لندن حدود ۲۰ درصد و در پاریس حدود ۱۰ درصد بسیار فراتر است.
در همین رابطه هنریک شولمن باستان‌شناس آلمانی مطالبی نوشته و تعجب خود را ابراز کرده است. پس زمینهٔ این نرخ بالای سواد، گسترش مدارس خصوصی در نظر گرفته می‌شود در ضمن باید این نکته را در نظر داشت که در آن زمان جمعیت بزرگی از شهر را سامورایی‌ها تشکیل می‌دادند و نرخ سواد در بین آن‌ها ۱۰۰ درصد بوده است. در این هنگام میانگین نرخ سواد در بین مردان بالغ در کل کشور ژاپن در حدود ۴۰ تا ۵۰ درصد تخمین زده می‌شود.